# Allan McGraw
Allan McGraw (Glasgow, 29 luglio 1939 – 1º marzo 2023) è stato un calciatore e allenatore di calcio scozzese, di ruolo attaccante.

## Carriera

### Calciatore
Formatosi nel Renfrew, nel 1961 viene ingaggiato dal Greenock Morton, con cui ottiene nella Scottish Division Two 1961-1962 il terzo posto finale, identico risultato ottenuto la stagione seguente. Nella Scottish Division Two 1963-1964 McGraw con il suo club vince il campionato cadetto, ottenendo la promozione in massima serie. 
Nella stagione 1964-1965, quella d'esordio nella massima serie scozzese, McGraw con i suoi ottiene il decimo posto finale, a cui segue un diciassettesimo, con la conseguente retrocessione in cadetteria, in quella seguente.
L'anno seguente viene ingaggiato dall'Hibernian con cui ottiene il quinto posto finale.
Nell'estate 1967 con gli Hibs disputò l'unica edizione del campionato dell'United Soccer Association, lega che poteva fregiarsi del titolo di campionato di Prima Divisione su riconoscimento della FIFA: quell'edizione della Lega fu disputata utilizzando squadre europee e sudamericane in rappresentanza di quelle della USA, che non avevano avuto tempo di riorganizzarsi dopo la scissione che aveva dato vita al campionato concorrente della National Professional Soccer League; gli scozzesi rappresentarono i Toronto City Soccer Club. Gli Hibs, nelle veci del Toronto City non superarono le qualificazioni per i play-off, chiudendo la stagione al terzo posto della Eastern Division.
Nella stagione 1967-1968 ottiene il terzo posto finale, raggiungendo inoltre la semifinale della Coppa delle Fiere 1967-1968.
Chiude la Scottish Division One 1968-1969 al dodicesimo posto, mentre il cammino nella Coppa delle Fiere 1968-1969 si ferma agli ottavi di finale. Raggiunge inoltre la finale della Scottish League Cup 1968-1969, persa contro il Celtic Football Club.
Nel 1969 stagione 1969-1970 si trasferisce in Nord Irlanda per giocare nel Linfield, con cui ottiene il quarto posto nella Irish League 1969-1970 e vince la Irish Cup 1969-1970. Con il club di Belfast inoltre viene eliminato nei sedicesimi di finale della Coppa dei Campioni 1969-1970 dallo Stella Rossa, riuscendo comunque a segnare due reti.
Nella stagione 1970-1971 ritorna al Morton, non scendendo mai in campo.

## Allenatore
Dalla stagione 1985-1986 diviene l'allenatore del Greenock Morton, militante nella cedetteria scozzese, ottenendo il settimo posto finale. La stagione seguente vince il campionato, ottenendo la promozione in massima serie. 
Nella Scottish Premier Division 1987-1988 ottiene il dodicesimo ed ultimo posto, retrocedendo in cadetteria. 
Nella Scottish First Division 1988-1989 ottiene il quinto posto finale, a cui segue l'undicesimo in quella seguente. Dopo un nono nel 1990-1991, un settimo nel 1991-1992 ed un sesto nel 1992-1993, retrocede in terza serie dopo il dodicesimo posto nella Scottish First Division 1993-1994. Vince la Scottish Second Division 1994-1995, riottenendo il diritto di giocare in cadetteria. Nella stagione 1995-1996 ottiene il terzo posto finale, a cui segue nell'ultima stagione alla guida dei biancoblu, la 1996-1997, l'ottavo posto finale.

## Palmarès

### Calciatore
- Scottish Division Two: 1

Morton: 1963-1964
- Irish Cup: 1

Linfield: 1969-1970

### Allenatore
- Scottish Division Two: 1

Morton: 1986-1987
- Scottish Second Division: 1

Morton: 1994-1995